# Brandvägg
Brandvägg (em português A muralha invisível) é um livro do escritor Henning Mankell, publicado em 1998 pela editora Ordfront. 
A tradução portuguesa foi editada pela Editorial Presença em 2008. 

## Assunto
O Inspetor Kurt Wallander é confrontado com com dois acontecimentos distintos, mas que talvez estejam relacionados: o assassinato de um chofer de táxi por duas jovens, e a morte súbita de um homem no meio da rua. A sua curiosidade leva-o até um grupo terrorista internacional com base em Angola, agindo sob o anonimato da Internet. 